# 格勒诺布尔-阿尔卑斯大学
格勒諾布爾-阿爾卑斯大學簡稱格勒諾布爾大學、UGA，是一所位於法國格勒諾布爾市的一流頂尖研究型大學。最早成立於1339年，是法國第七大古老的大學，也是法國規模第三大的高等教育學府，擁有4萬多學生與3千多位研究員。
最初由维埃纳的安贝尔二世（Humbert II）以格勒諾布爾大學為名創立，歷經五月風暴後，分裂成三所大學，於2016年重新合併為現在的格勒諾布爾-阿爾卑斯大學。
格勒諾布爾市是歐洲最大的科學中心之一，法國所有的國家研究機構皆位於此，整座城市有高達22,800位研究員，因此格勒諾布爾大學也與數百所教研機構皆有建立合作關係，包括法國國家科學研究中心（CNRS）和法國原子能和替代能源委員會（CEA）等代表性國家研究機構。2019年，格勒諾布爾大學獲選為法國四大國家級人工智慧研究中心之一。
格勒諾布爾大學的科學研究實力位於法國頂尖水準，誕生過三位諾貝爾獎得主和一位圖靈獎得主，同時也是聯合國教科文組織國際傳播學教席所在地。

## 历史
该校始建于1339年，历史上曾分裂为三所大学。自2016年1月1日起原先的格勒诺布尔一大、格勒诺布尔二大及格勒诺布尔三大合并成立格勒诺布尔-阿尔卑斯大学并成为法国最重要的十所大学之一，其办学规模位居全法第五位，同时成为奥弗涅-罗纳-阿尔卑斯大区最重要的大学。格勒诺布尔大学也是法国政府IDEX项目受资助高校之一，该项目旨在建立数所世界一流的高水平研究型大学。
格勒诺布尔大学共有在校学生4.5万人，5500名教职员工，24个学院及80个实验室，其预算规模为4.5亿欧元。该校在多个领域位列全球前200名，是路透社评选出的欧洲最具创新实力的前五十所高校之一。
2020年1月1日，学校将转为实验性教育机构，同时解散的格勒诺布尔-阿尔卑斯大学联盟也将合并进来。

## 成员

### 保留法人地位的成员
- 格勒诺布尔综合理工学院

- 格勒诺布尔国立高等建筑学校
- 格勒诺布尔政治学院

### 无法人地位的学院
- 科学学院
  - 科学技术本科部
  - 格勒诺布尔天文台
  - 生物与化学系
  - 信息、数学与应用数学系
  - 物理、工程、地球、环境与机械系

- 大学技术学院
  - 格勒诺布尔第一大学技术学院
  - 格勒诺布尔第一大学技术学院
  - 瓦朗斯第一大学技术学院
- 卫生、体育、人类与社会
  - 艺术与人文学院
  - 外语学院
  - 语言、文学、表演艺术、信息与传播学院
  - 人类与社会科学院学院
  - 体育学院
  - 药学院